# Halimah Yacob
Halimah Binti Yacob (23 de agosto de 1954) é uma política da Singapura, foi presidente do país entre 14 de setembro de 2017 e 14 de setembro de 2023.
Hamah foi Membra do Parlamento de 2001 a 2015 por Bukit Batok Leste, e por Marsiling de 2015 a 2017. Ela foi a 9ª Oradora do Parlamento de Singapura de 2013 a 2017, quando renunciou para participar da eleição presidencial de 2017, a qual venceu.
Ela é a segunda muçulmana a ser Presidente de Singapura, depois de Yusof Ishak em 1965 e a primeira mulher a assumir o cargo no País.